# تیابندازول
تیابندازول (به انگلیسی: Thiabendazole)
رده درمانی: داروهای ضد کرم
اشکال دارویی: قرص

## موارد مصرف
تیابندازول اصولاً جهت درمان انواع بیماری‌های انگلی مصرف می‌شود. در درمان آلودگی با لارو مهاجر پوستی، کرم‌های انکیلوستوما برازیلینس و انکیلوستوماکانینوم، لارو مهاجر احشایی، کرم‌های توکسو کاراکانیس و توکسو کاراکاتی، استرونژیلوئیدس استرکورالیس و تریشینلا اسپیرالیس به کار می‌رود.

## مکانیسم اثر
تیابندازول یک بنزوایمیدازول است و متابولیسم بی‌هوازی انگل را مهار کرده و میکروتوبول‌ها را خراب می‌کند.

## عوارض جانبی
بی‌اشتهایی، تهوع، استفراغ، سرگیجه، اسهال، سردرد، خارش خواب‌آلودگی، واکنش‌های حساسیت مفرط از جمله تب و لرز، آنژیوادم، بثورات جلدی‌اریتم مولتی فرم و سندرم استیونس‌جانسون و به به ندرت وزوز گوش و آسیب پارانشیم کبد و اختلالات بینایی با مصرف‌این دارو گزارش شده است.